# Pierre Monnerville
Pour les articles homonymes, voir Monnerville (homonymie).
Pierre Monnerville, né le 24 février 1895 à Cayenne en Guyane, mort le 6 septembre 1970 aux Abymes en Guadeloupe, est un homme politique français. Il est député de la Guadeloupe.

## Biographie
Pierre Alexandre Just Monnerville est le fils de Marc Saint-Yves Monnerville, fonctionnaire de l'administration coloniale, et de Marie-Françoise Orville, originaires de la Martinique. Ses parents ne sont pas mariés, mais l'enfant est reconnu, comme le sera son frère Gaston. Il est également le neveu de Saint-Just Orville, maire de Case-Pilote en Martinique.
En 1911, Pierre Monnerville part effectuer ses études à Toulouse. Il est reçu docteur en médecine en 1921. Il s'installe alors à Morne-à-l'Eau. Il en est élu maire en 1947, et est réélu jusqu'à sa mort.
Pierre Monnerville est élu député de la Guadeloupe en 1956 sous l'étiquette SFIO. Il est réélu en 1958 et 1962 sous l'étiquette socialiste.
En son hommage, le stade de la ville de Morne-à-l'Eau porte son nom (stade Pierre Monnerville).